# Аюкуль
Аюкуль — карстовое озеро в Архангельском районе Башкортостана, Россия.
Озеро находится у реки Лемеза, около 4 км от деревни Верхние Лемезы. Летом озеро представляет собой заболоченную карстовую воронку, весной разливается, заполняя воронку талыми водами.
Озеро питается атмосферными осадками, талыми водами, родниками, окружено лесом. Рядом произрастают берёза, осина, клён, крапива.
В озере водится рыба: караси, окуни. В окрестности обитают кабан, лисица обыкновенная, лось, рысь, чибис и др.
Карстовое озеро Аюкуль из-за своей уникальности и красоты природного ландшафта относится к достопримечательностям Башкирии.

## Топонимика
Название озера произошло от башкирских слов айыу — медведь, күл — озеро.